# Strade europee

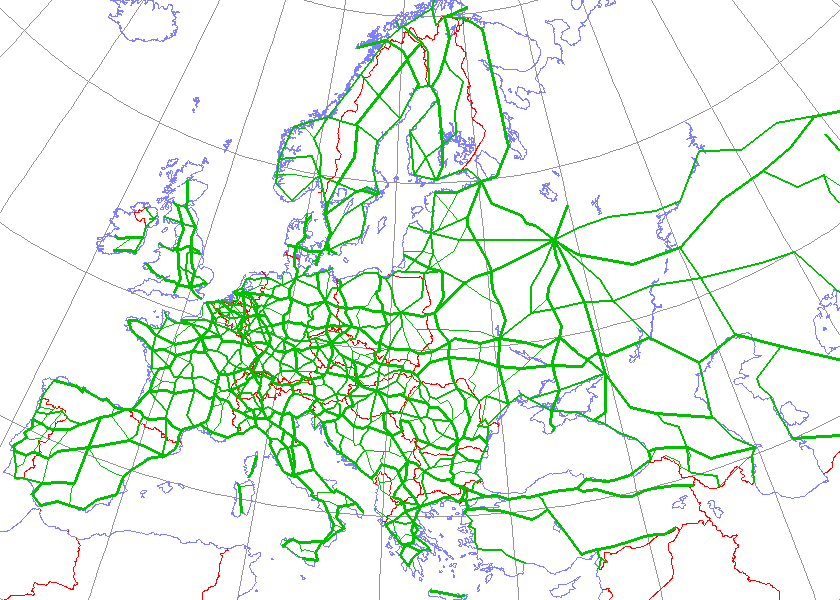
La rete stradale internazionale europea

La rete stradale internazionale europea (international E-road network in lingua inglese) è una rete di strade del vecchio continente numerate a partire da E1 (Europa1). La maggior parte di queste strade attraversa confini nazionali e tutte ricadono sotto la responsabilità della Commissione Economica per l'Europa delle Nazioni Unite.
In alcuni paesi (ad esempio la Germania) le strade hanno cartelli con la doppia designazione: europea e nazionale. In altri paesi (ad esempio l'Italia) tale doppia denominazione appare soltanto per gli itinerari autostradali e alcune strade principali. Altri paesi (ad esempio la Svezia) hanno adottato esclusivamente la denominazione europea. In Gran Bretagna le E-roads non hanno contrassegni speciali ma poiché non sono interconnesse con quelle del continente, questo non crea problemi agli utenti.
Anche altri continenti hanno reti stradali analoghe: la Panamericana in America, le Autostrade Asiatiche in Asia, Autostrade Africane in Africa.

## Sistema di numerazione
Il sistema di numerazione delle strade europee è stato definito dall'UNECE nel 1975 e, attraverso un grosso cambiamento nel 1992, prevede oggi le seguenti regole:
1. Dorsali e strade intermedie, dette strade di classe A, hanno un numero a due cifre. Diramazioni, raccordi e strade di collegamento, dette strade di classe B, hanno un numero a tre cifre.
2. In generale:
  - le dorsali nord-sud sono caratterizzate da un numero a due cifre, la cui seconda è 5, aumentando da ovest verso est;
  - le dorsali est-ovest sono caratterizzate da un numero a due cifre, la cui seconda è 0, aumentando da nord verso sud;
  - le strade intermedie sono caratterizzate da un numero a due cifre dispari (nord-sud) o pari (ovest-est) compreso tra i numeri delle due dorsali tra cui si trovano;
  - le strade di classe B sono caratterizzate da un numero a tre cifre, la prima è quella della dorsale più vicina verso nord, la seconda della dorsale più vicina verso ovest e la terza cresce in modo seriale.
3. Le strade nord-sud di classe A situate ad est della E99 sono caratterizzate da un numero a tre cifre dispari dal 101 al 129. Anche a queste strade si applicano le regole del paragrafo precedente.
4. Le strade di classe B situate ad est della E101 sono caratterizzate da un numero a tre cifre, a partire da 001 fino a 099.

### Eccezioni
Nella prima versione approvata i numeri delle strade erano ben ordinati. In seguito furono accettate eccezioni alle regole viste in precedenza.
Due strade di classe A, chiamate E47 e E55, hanno mantenuto i nomi loro assegnati prima della riforma del 1992, rispettivamente E6 e E4, in Svezia e Norvegia. Questa eccezione è stata permessa poiché le spese collegate al cambiamento di segnaletica su queste strade sarebbero state troppo elevate. Svezia e Norvegia hanno infatti adottato la numerazione delle strade europee nelle proprie reti (sprovviste di numerazione nazionale) e il numero di segnali da cambiare sarebbe stato quindi eccessivo in quanto, oltre alla normale segnaletica su come seguire le strade (come negli altri Paesi), in Svezia e Norvegia sono presenti anche cartelli che indicano come arrivare a queste strade. Queste due strade hanno adottato il loro nuovo numero dalla Danimarca verso sud. Questa eccezione ha violato il principio logico della numerazione della rete, tuttavia la ratio del network europeo è di aiutare il traffico internazionale, non di abbellire la logica del sistema. 

## Elenco delle strade europee
Nella lista sottostante un trattino ('–') indica che le due città sono connesse "via terra", mentre i tre puntini ('…') indicano che tra le due città esiste un tratto di mare (con o senza collegamento "via traghetto").

### Strade di classe A

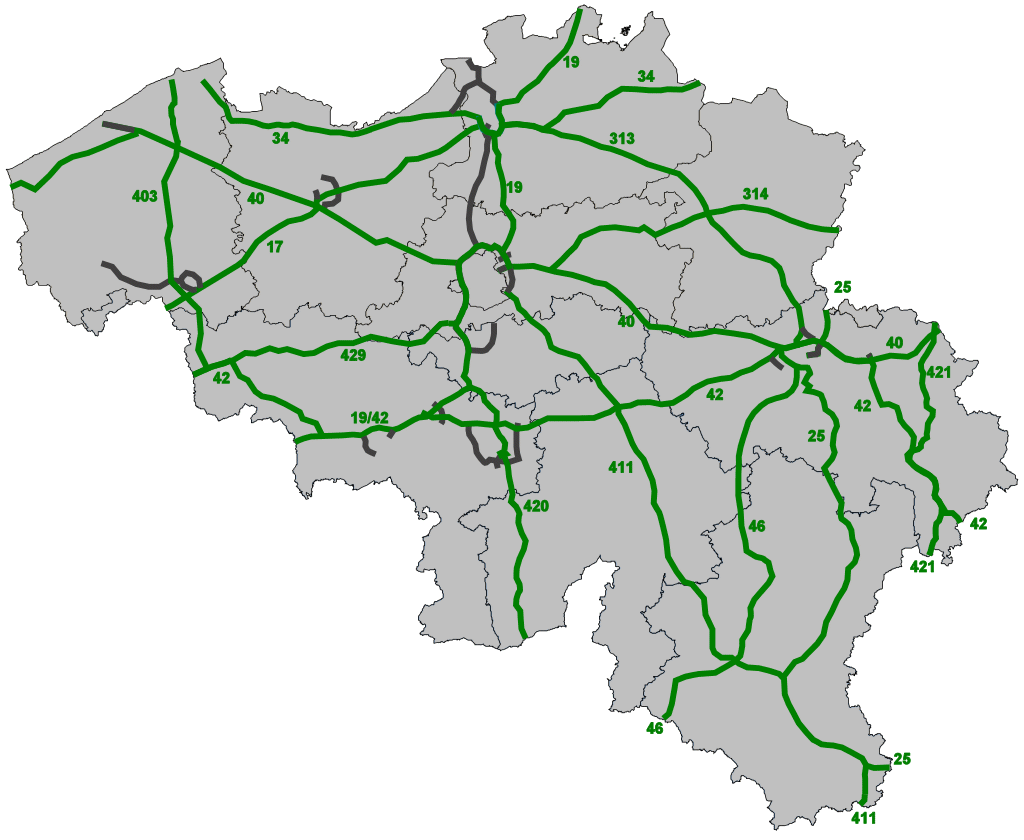
La rete europea in Belgio

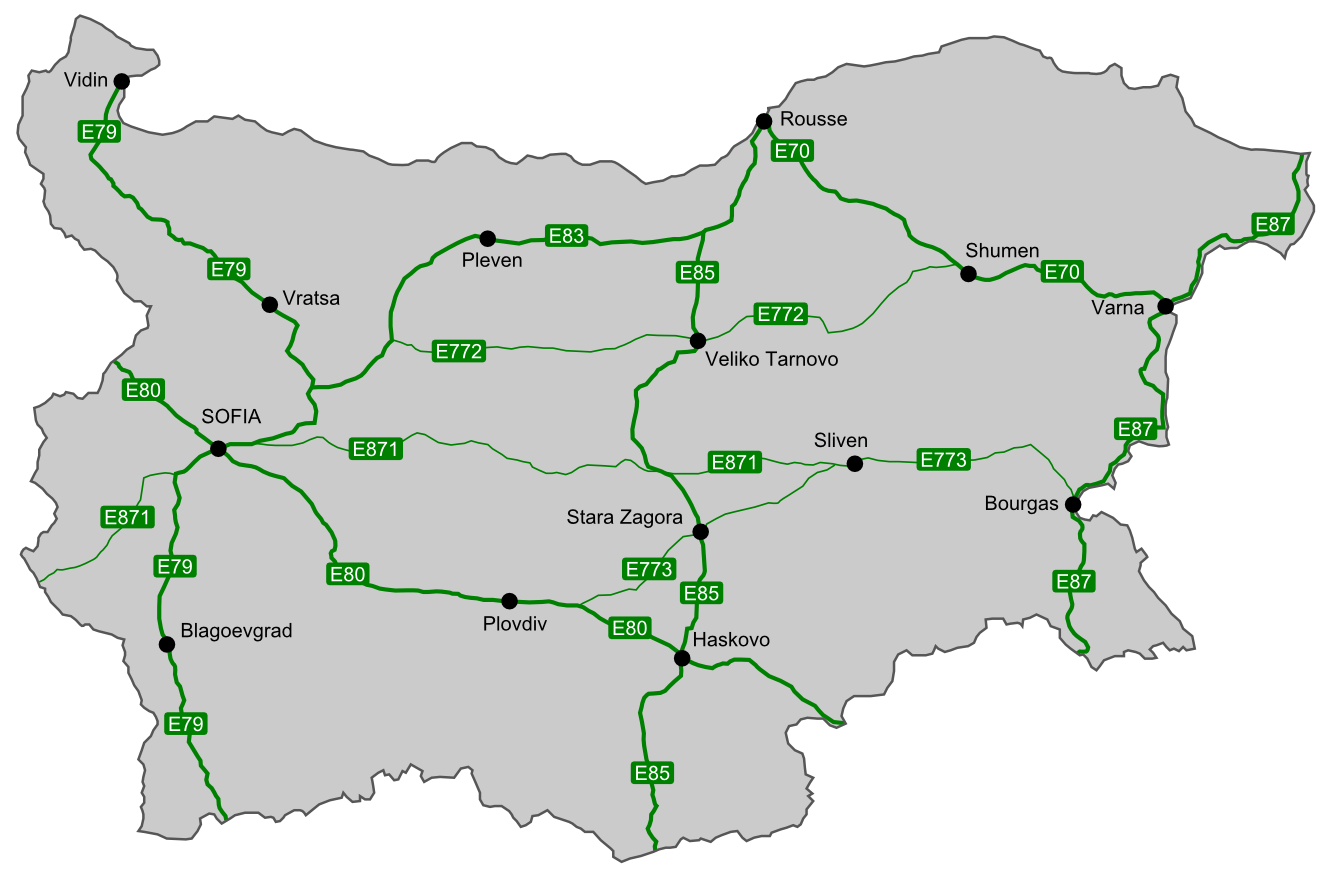
La rete europea in Bulgaria

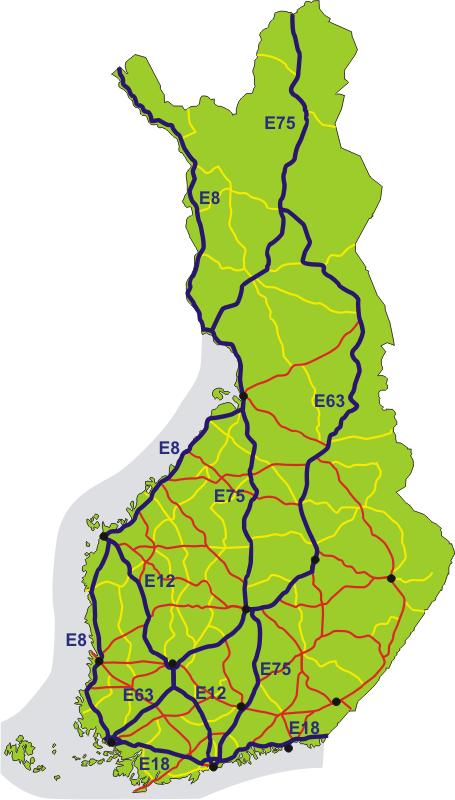
La rete europea in Finlandia

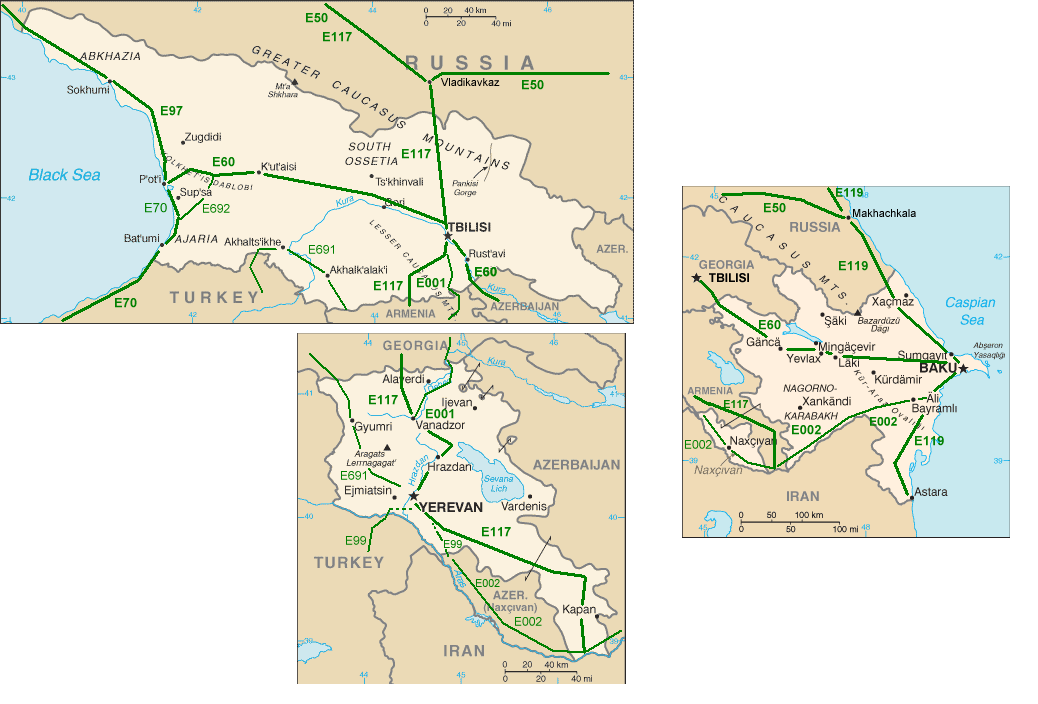
La rete europea in Georgia, Armenia, Azerbaigian

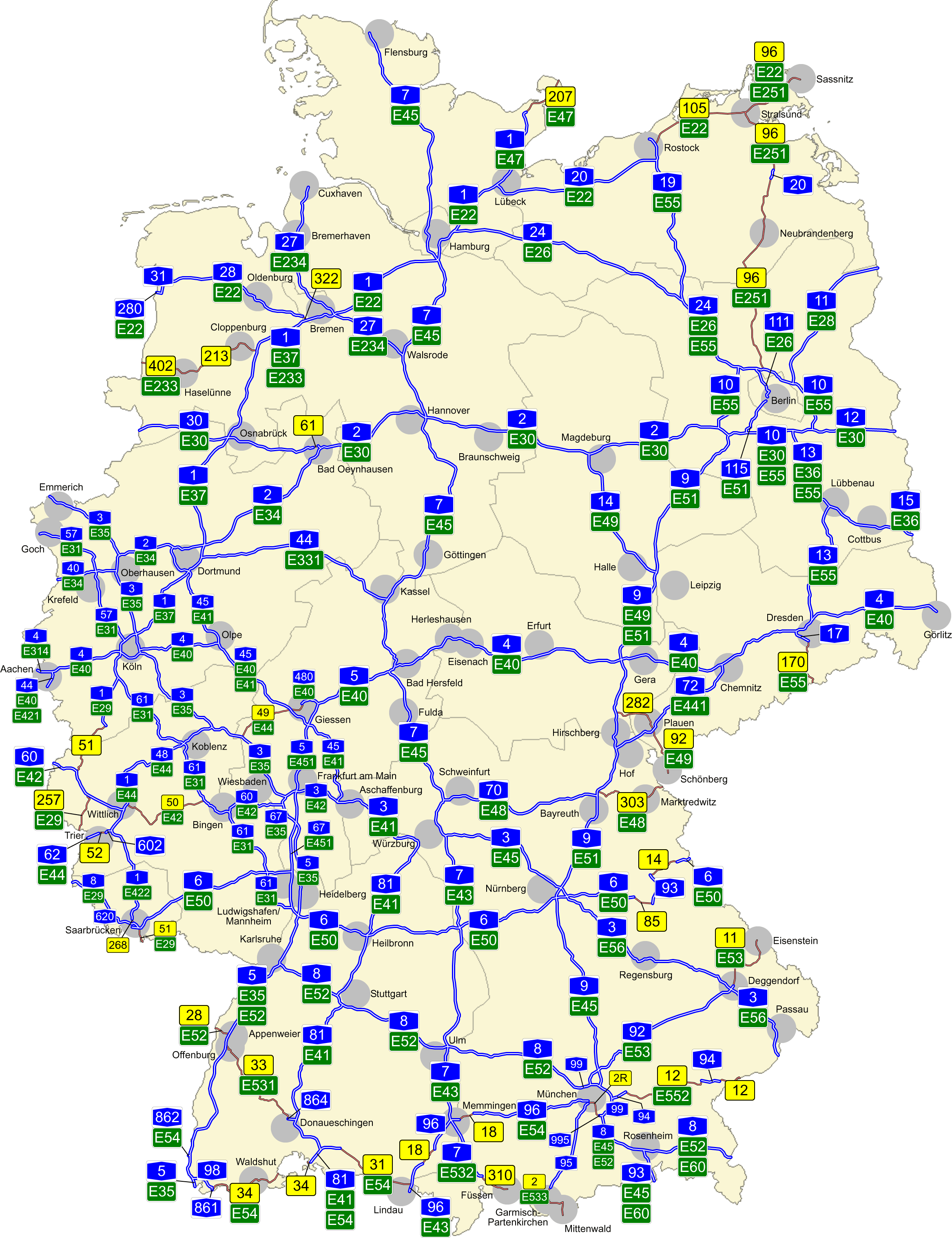
La rete europea in Germania

La rete europea in Italia

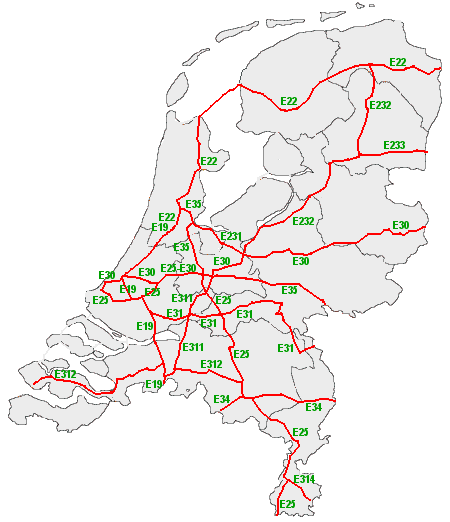
La rete europea nei Paesi Bassi

La rete europea in Polonia

La rete europea in Romania

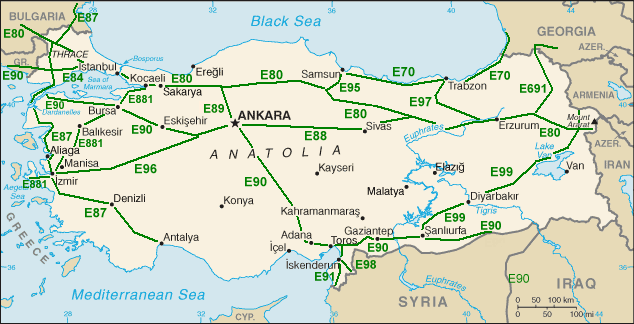
La rete europea in Turchia

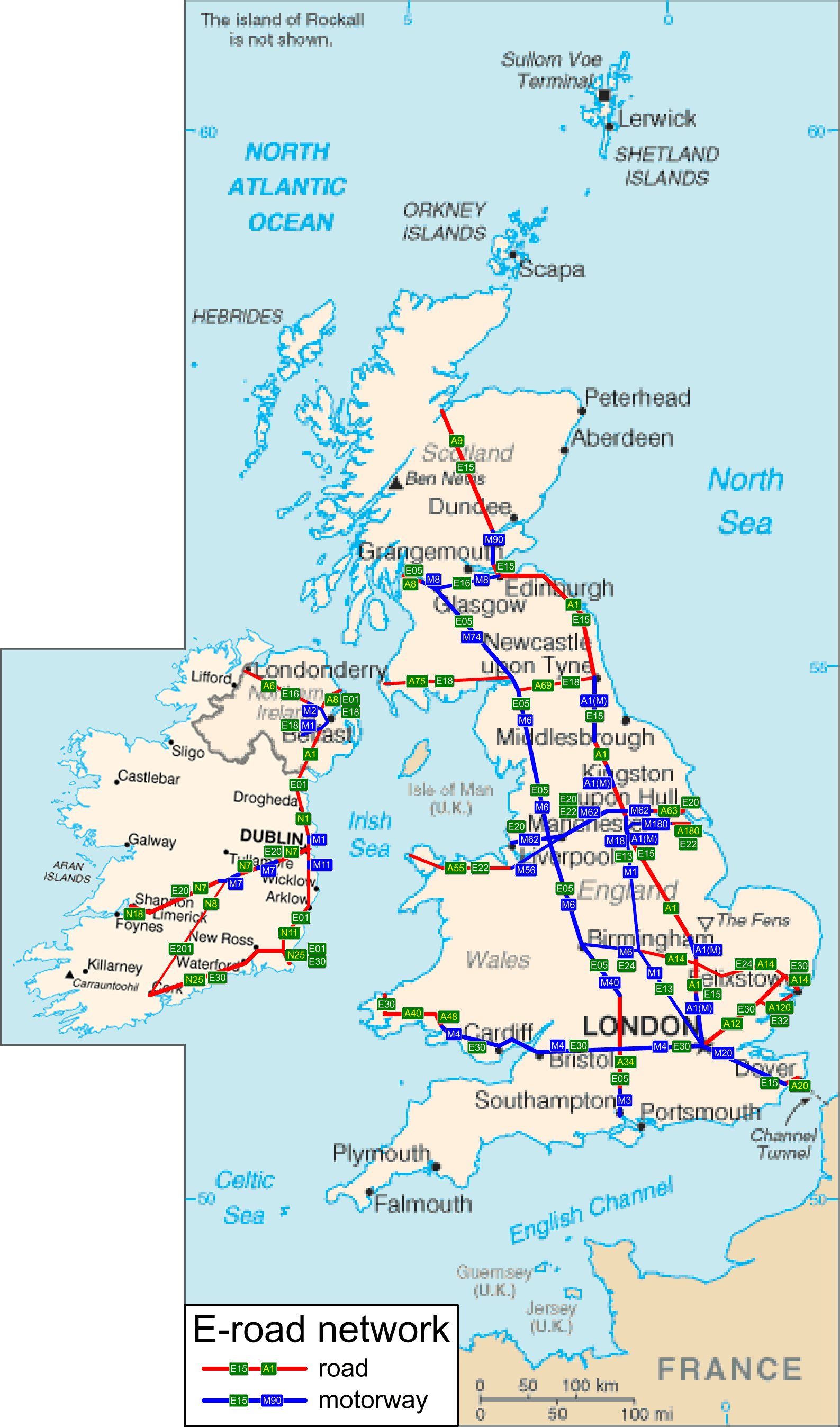
La rete europea in Regno Unito e Irlanda

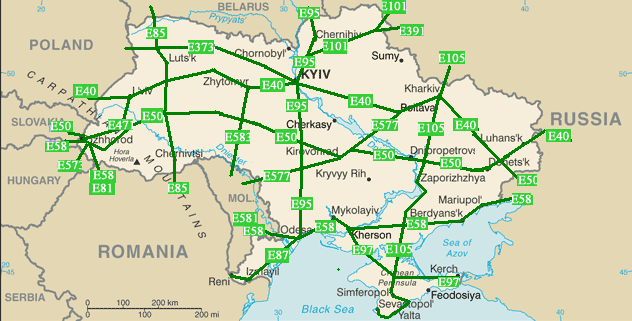
La rete europea in Ucraina

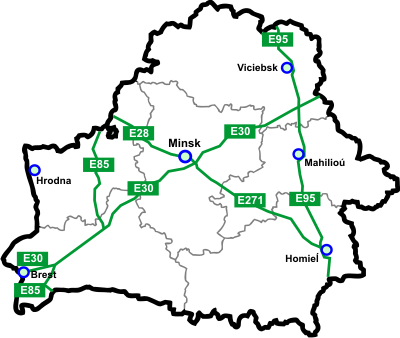
La rete europea in Bielorussia

#### Dorsali nord-sud
- E05: Greenock – Algeciras
- E15: Inverness – Algeciras
- E25: Hoek van Holland … Palermo
- E35: Amsterdam – Roma
- E45: Alta … Gela
- E55: Helsingborg ... Kalamáta
- E65: Malmö – Chaniá
- E75: Vardø – Sitia
- E85: Klaipėda – Alessandropoli
- E95: San Pietroburgo – Merzifon
- E101: Mosca – Kiev
- E105: Mosca – Jalta
- E115: Jaroslavl' – Novorossijsk
- E117: Mineralne Vody – Meghri
- E119: Mosca – Astara
- E121: Samara – confine di stato con l'Iran
- E123: Čeljabinsk – Nižnij Panj
- E125: Petropavl – Torugart
- E127: Omsk – Maikapshagai

#### Dorsali ovest-est
- E10: Å – Luleå
- E20: Shannon – San Pietroburgo
- E30: Cork – Omsk
- E40: Calais – Ridder
- E50: Brest – Machačkala
- E60: Brest – Irkeshtam
- E70: La Coruña – Poti
- E80: Lisbona – confine di stato con l'Iran
- E90: Lisbona … confine di stato con l'Iraq

#### Intermedie nord-sud
- E01: Larne – Siviglia
- E03: Cherbourg-Octeville – La Rochelle
- E07: Pau – Saragozza
- E09: Orléans – Barcellona
- E11: Vierzon – Montpellier
- E13: Doncaster – Londra
- E17: Anversa – Beaune
- E19: Amsterdam – Parigi
- E21: Metz – Ginevra
- E23: Metz – Losanna
- E27: Belfort – Aosta
- E29: Colonia – E25 (nei pressi di Strasburgo)
- E31: Rotterdam – Ludwigshafen
- E33: Parma – La Spezia
- E37: Brema – Colonia
- E39: Trondheim – Ålborg
- E41: Dortmund – Altdorf
- E43: Würzburg – Bellinzona
- E47: Helsingborg – Lubecca
- E49: Magdeburgo – Vienna
- E51: Berlino – Norimberga
- E53: Plzeň – Monaco
- E57: Sattledt – Lubiana
- E59: Praga – Zagabria
- E61: Villaco – Fiume
- E63: Sodankylä – Turku
- E67: Helsinki – Praga (Via Baltica)
- E69: Nordkapp – Olderfjord
- E71: Košice – Spalato
- E73: Budapest – Metković
- E77: Pskov – Budapest
- E79: Miskolc – Salonicco
- E81: Mukačevo – Bucarest
- E83: Bjala – Sofia
- E87: Odessa – Antalia
- E89: Gerede – Ankara
- E91: Toprakkale – confine di stato con la Siria
- E97: Cherson – Poti
  - precedente E97: Rostov sul Don – Askale
- E99: (non più esistente) – Dogubeyazt – Sanlurfa

#### Intermedie ovest-est
- E04: Helsingborg – Tornio
- E06: Trelleborg – Kirkenes
- E08: Tromsø – Turku
- E12: Mo i Rana – Helsinki
- E14: Trondheim – Sundsvall
- E16: Derry – Oslo
- E18: Craigavon – San Pietroburgo
- E22: Holyhead – Nižnij Novgorod
- E24: Birmingham – Ipswich
- E26: Amburgo – Berlino
- E28: Berlino – Minsk
- E32: Colchester – Harwich
- E34: Zeebrugge – Bad Oeynhausen
- E36: Berlino – Legnica
- E38: Hluchiv – Şımkent
- E42: Dunkerque – Aschaffenburg
- E44: Le Havre – Gießen
- E46: Cherbourg – Liegi
- E48: Schweinfurt – Praga
- E52: Strasburgo – Salisburgo
- E54: Parigi – Monaco di Baviera
- E56: Norimberga – Sattledt
- E58: Vienna – Rostov sul Don
- E62: Nantes – Genova
- E64: Torino – Brescia
- E66: Fortezza – Székesfehérvár
- E68: Seghedino – Brașov
- E72: Bordeaux – Tolosa
- E74: Nizza – Alessandria
- E76: Pisa – Firenze
- E78: Grosseto – Fano
- E82: Porto – Tordesillas
- E84: Kesan – Silivri
- E86: Kristalopigi – Géfira
- E88 (non più esistente): Ankara – Refahiye
- E92: Igoumenitsa – Volos
- E94: Corinto – Atene
- E96 (non più esistente): Smirne – Sivrihisar
- E98: Topbogazi - confine di stato con la Siria

### Strade di classe B
- E134: Haugesund – Drammen
- E136: Ålesund – Dombås
- E201: Cork – Portlaoise
- E231: Amsterdam – Amersfoort
- E232: Amersfoort – Groninga
- E233: Hoogeveen – Brema
- E234: Cuxhaven – Walsrode
- E251: Sassnitz – Berlino
- E261: Świecie – Breslavia
- E262: Kaunas – Ostrov
- E271: Minsk – Homel (in precedenza passava da Klaipėda – Kaunas – Vilnius)
- E272: Klaipėda – Vilnius
- E311: Breda – Utrecht
- E312: Flessinga – Eindhoven
- E313: Anversa – Liegi
- E314: Lovanio – Aquisgrana
- E331: Dortmund – Kassel
- E371: Radom – Prešov
- E372: Varsavia – Leopoli
- E373: Lublino – Kiev
- E381: Kiev – Orël
- E391: Trosna – Hluciv
- E401: Saint-Brieuc – Caen
- E402: Calais – Le Mans
- E403: Zeebrugge – Tournai
- E404: Jabbeke – Zeebrugge
- E411: Bruxelles – Metz
- E420: Nivelles – Reims
- E421: Aquisgrana – Lussemburgo
- E422: Treviri – Saarbrücken
- E429: Tournai – Halle
- E441: Chemnitz – E51
- E442: Karlovy Vary – Žilina
- E451: Gießen – Mannheim
- E461: Svitavy – Vienna
- E462: Brno – Cracovia
- E471: Mukačevo – Leopoli
- E501: Le Mans – Angers
- E502: Le Mans – Tours
- E511: Courtenay – Troyes
- E512: Remiremont – Mulhouse
- E531: Offenburg – Donaueschingen
- E532: Memmingen – Füssen
- E533: Monaco di Baviera – Innsbruck
- E551: České Budějovice – Humpolec
- E552: Monaco di Baviera – Linz
- E571: Bratislava – Košice
- E572: Trenčín – Žiar nad Hronom
- E573: Püspökladány – Užhorod
- E574: Bacău – Craiova
- E575: Bratislava – Győr
- E576: Cluj-Napoca – Dej (in precedenza continuava per Bistrița – Suceava)
- E577: Slobozia – Poltava
- E578: Saratel – Chichiș
- E581: Mărășești – Odessa
- E584: Poltava – Slobozia
- E592: Krasnodar – Džubga
- E601: Niort – La Rochelle
- E602: La Rochelle – Saintes
- E603: Saintes – Limoges (in precedenza fino a Sculeni)
- E604: Tours – Vierzon
- E606: Angoulême – Bordeaux
- E607: Digione – Chalon-sur-Saône
- E611: Lione – Pont-d'Ain
- E612: Ivrea – Torino
- E641: Wörgl – Salisburgo
- E651: Altenmarkt im Pongau – Liezen
- E652: Klagenfurt – Naklo
- E661: Balatonkeresztúr – Zenica
- E662: Subotica – Osijek
- E671: Timișoara – Satu Mare
- E673: Lugoj – Deva
- E675: Costanza – Negru Voda/Kardam
- E691: Vale – Ashtarak
- E692: Batumi – Samtredia
- E711: Lione – Grenoble
- E712: Ginevra – Marsiglia
- E713: Valence – Grenoble
- E714: Orange – Marsiglia
- E717: Torino – Savona
- E751: Fiume – Pola - Capodistria
- E761: Bihać– Zaječar
- E762: Sarajevo – Albania
- E763: Belgrado – Bijelo Polje
- E771: Drobeta-Turnu Severin – Niš
- E772: Jablanica – Šumen
- E773: Popovica – Burgas
- E801: Coimbra – Verín
- E802: Braganza – Ourique
- E803: Salamanca – Siviglia
- E804: Bilbao – Saragozza
- E805: Famalicão – Chaves
- E806: Torres Novas – Guarda
- E821: Roma – San Cesareo
- E840: Sassari … Civitavecchia
- E841: Avellino – Salerno
- E842: Napoli – Canosa di Puglia
- E843: Bari – Taranto
- E844: Spezzano Albanese – Sibari
- E846: Cosenza – Crotone
- E847: Sicignano degli Alburni – Metaponto
- E848: Sant'Eufemia Lamezia – Catanzaro
- E851: Castellastua – Pristina
- E852: Ocrida – Tirana
- E853: Giannina – confine con l'Albania
- E871: Sofia – Kumanovo
- E901: Madrid – Valencia
- E902: Jaén – Malaga
  - vecchia E902 Nicosia – Paphos
- E903: Mérida – Ciudad Real – Albacete – Alicante
  - vecchia E903 Girne – Limasol
- E931: Mazara del Vallo – Gela
- E932: Buonfornello– Catania
- E933: Alcamo – Trapani
- E951: Giannina – Missolonghi
- E952: Aktio – Lamia
- E961: Tripoli – Githio
- E962: Elefsina – Thiva
  - vecchia E962: Tripoli – Githio
- E001: Tbilisi – Vanatzor
- E002: Mehgri – Alyat
- E003: Uchkuduk – Gaudan
- E004: Kzylorda – Buchara
- E005: Guza – Samarcanda
- E006: Ayni – Kokand
- E007: Tashkent – Irkeshtam
- E008: Khorog – Murghab
- E009: Jirgatal – confine di stato con la Cina
- E010: Osh – Bishkek
- E011: Almaty – Tyup
- E012: Khorgos – Kokpek
- E013: Sary-Ozek – Khorgos
- E014: Usharal – Druzhba
- E015: Taskesken – Bakhty
- E016: Esil – Astana

## Segnaletica stradale
Nei diversi paesi europei esistono varie modalità per indicare le strade europee. Ad esempio:
- alcuni paesi come Belgio, Svezia, Norvegia e Danimarca hanno integrato la numerazione delle strade (Exx) all'interno delle proprie reti nazionali, in modo tale che normalmente sia l'unica numerazione stradale (non sono presenti numeri nazionali);

Nella maggior parte dei paesi le strade europee formano una rete che si sovrappone alla rete nazionale, venendo a creare diverse situazioni. Ad esempio:
- in Italia le strade europee sono generalmente segnalate sugli itinerari autostradali o sulle strade a grande scorrimento, sulle superstrade o sulle strade a doppia carreggiata non a pedaggio, unitamente alla numerazione nazionale. Tuttavia, non essendoci una legislazione specifica, può esserci o solo la numerazione europea (ad esempio nell'autostrada A1 tra Roma e Napoli) o nessuna delle due (ad esempio nell'autostrada A57 in alcuni svincoli). Un caso particolare: nel tratto tra Orte e Cesena, la E45 è indicata quasi esclusivamente con il nome europeo (specie nei servizi di segnalazione del traffico).
- in alcuni paesi, come la Germania, le strade europee sono segnalate in maniera scarsa, rendendo difficile seguire i loro percorsi, è necessario usare la numerazione nazionale;
- in pochi paesi, come Regno Unito e Irlanda, le strade europee non sono segnalate.

Nei vari Stati europei tutti i segnali stradali d'identificazione di una strada europea hanno lo sfondo verde, con qualche variante per quanto riguarda l'aspetto grafico.

Albania
Austria
Belgio
Bosnia ed Erzegovina
Croazia
Danimarca
Estonia
Francia
Germania
Grecia
Irlanda
Italia
Macedonia
Norvegia
Paesi Bassi
Polonia
Repubblica Ceca
Romania
Russia
Serbia
Slovacchia
Slovenia
Spagna
Svizzera
Turchia
Ucraina
Ungheria